# Kolej (vzdělávací zařízení)

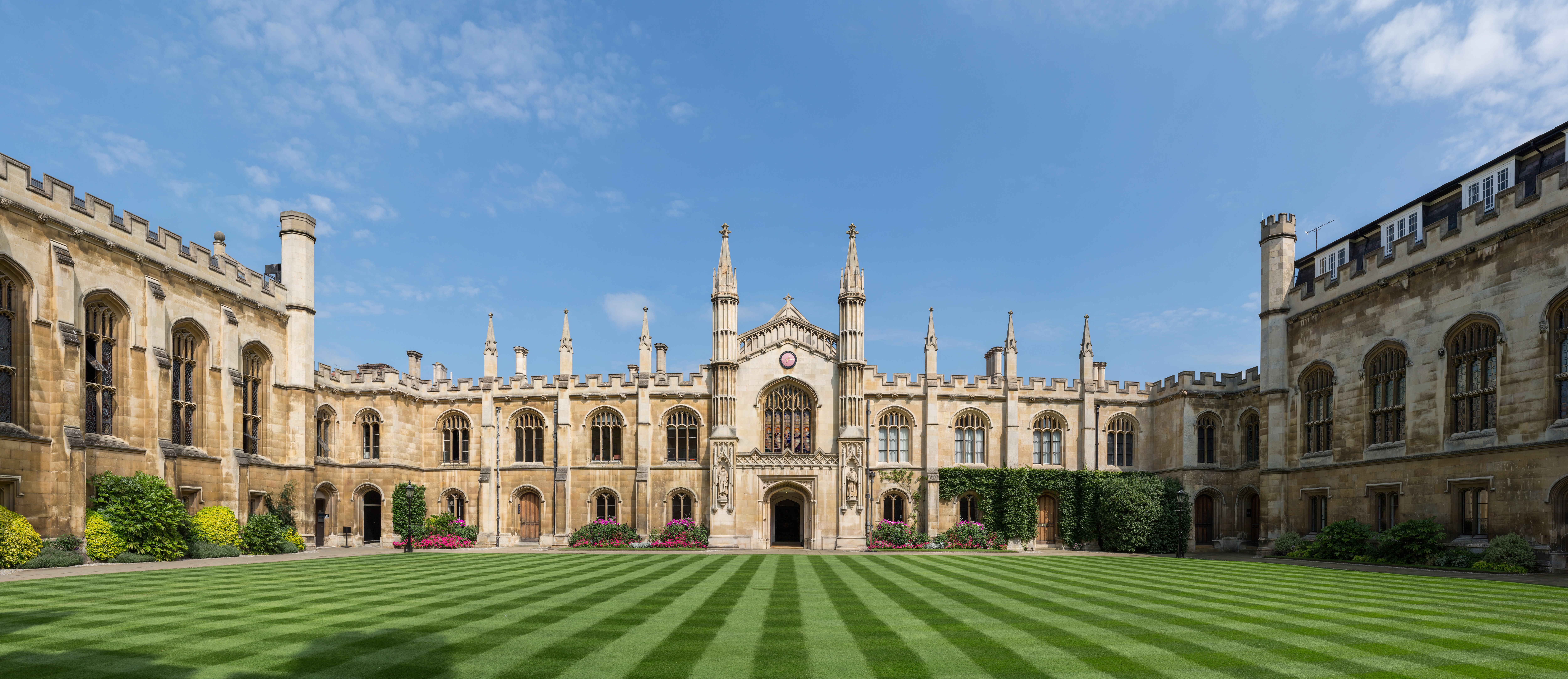
Corpus Christi College, součást univerzity v Cambridge

Kolej, z latinského cum legere (dávat dohromady) a collegium (sbor), je vzdělávací instituce nebo její součást, většinou v anglo-americkém světě (nebo tam, kde se v minulosti uplatnil britský kulturní vliv) a obvykle s ubytováním pro své studenty (odtud se vyvinul český pojem kolej jakožto ubytovací zařízení). Může jít o samostatnou vysokoškolskou instituci, součást univerzity, ale také o instituci odborného vzdělávání nebo střední školu. Tato různorodost je dána tím, že jde o pojem užívaný v historii a různé školy-koleje se tak vyvinuly v různé typy moderních vzdělávacích zařízení. Rozdíly v užití pojmu jsou také regionální: ve Spojených státech jsou koleje pouze vysokoškolskými zařízeními, ve Spojeném království, Kanadě a jinde může jít i o instituci sekundárního vzdělávání. Ke známým vysokoškolským institucím, které jsou součástí univerzit, patří King's College (součást Cambridgeské univerzity) nebo King's College London (součást Londýnské univerzity), samostatnou vysokou školou je například Dartmouth College. Ke známým středním školám patří St John's College v jihoafrickém Johannesburgu. I středoškolské koleje bývají s ubytováním, tedy v české terminologii internátní. Pojem se v anglojazyčném prostoru ovšem objevuje i v dalších významech, například profesní lékařská organizace (analog České lékařské komory) se v Británii nazývá Royal College of Physicians.